# Polatucha
Polatucha (Pteromys) – rodzaj ssaków z podrodziny wiewiórek (Sciurinae) w obrębie rodziny wiewiórkowatych (Sciuridae). Uznawana za organizm tworzący wtórny rezerwuar dla duru wysypkowego epidemicznego.

## Rozmieszczenie geograficzne
Rodzaj obejmuje gatunki występujące w Eurazji.

## Morfologia
Długość ciała (bez ogona) 120–228 mm, długość ogona 90–149 mm; masa ciała 95–200 g.

## Systematyka
Rodzaj zdefiniował w 1800 roku francuski przyrodnik Georges Cuvier w podręczniku dotyczącym anatomii o tytule Lekcje anatomii porównawczej. Cuvier wymienił dwa gatunki – Sciurus volans Linnaeus, 1758 i Sciurus petaurista Pallas, 1766 – z których gatunkiem typowym jest (późniejsze oznaczenie) Sciurus volans Linnaeus, 1758 (polatucha syberyjska).

### Etymologia
- Pteromys: gr. πτερον pteron ‘skrzydło’; μυς mus, μυος muos ‘mysz’[9].
- Sciuropterus: rodzaj Sciurus Linnaeus, 1758) (wiewiórka); gr. πτερον pteron ‘skrzydło’[10]. Gatunek typowy (oznaczenie monotypowe): Sciurus volans Linnaeus, 1758.

### Nazwa zwyczajowa
W polskiej literaturze zoologicznej nazwa zwyczajowa „polatucha” była używana dla oznaczenia gatunku Pteromys volans. Ostatecznie w wydanej w 2015 roku przez Muzeum i Instytut Zoologii Polskiej Akademii Nauk publikacji „Polskie nazewnictwo ssaków świata” gatunkowi przypisano oznaczenie polatucha syberyjska, rezerwując nazwę „polatucha” dla rodzaju Pteromys.

### Podział systematyczny
Do rodzaju należą następujące występujące współcześnie gatunki:
| Grafika | Gatunek          | Autor i rok opisu | Nazwa zwyczajowa     | Podgatunki         | Rozmieszczenie geograficzne | Podstawowe wymiary                         | Status IUCN |
| ------- | ---------------- | ----------------- | -------------------- | ------------------ | --- | ------------------------------------------ | ----------- |
|         | Pteromys volans  | (Linnaeus, 1758)  | polatucha syberyjska | 4 podgatunki       | północna Europa na wschód do Rosyjskiego Dalekiego Wschodu, północnej Mongolii, północnej i środkowej Chińskiej Republiki Ludowej, Półwyspu Koreańskiego oraz Japonii (Hokkaido); zakres wysokości: 0–2500 m n.p.m. | DC: 12–23 cm DO: 9–14,9 cm MC: 95–200 g    | LC          |
|         | Pteromys momonga | Temminck, 1844    | polatucha japońska   | gatunek monotypowy | endemit Japonii: Honsiu, Sikoku i Kiusiu | DC: 14–20 cm DO: 9,5–14 cm MC: około 152 g | LC          |

Kategorie IUCN:  LC  – gatunek najmniejszej troski. 
Opisano również gatunek wymarły z plejstocenu Azji:
- Pteromys lopingensis Yang Zhongjian, 1947